# Polysphaeria
Genre
Polysphaeria Hook.f. est un genre de plantes de la famille des Rubiaceae.

## Liste d'espèces
Selon Catalogue of Life (31 octobre 2017) :
- Polysphaeria acuminata Verdc.
- Polysphaeria aethiopica Verdc.
- Polysphaeria arbuscula K.Schum.
- Polysphaeria braunii K.Krause
- Polysphaeria capuronii Verdc.
- Polysphaeria cleistocalyx Verdc.
- Polysphaeria dischistocalyx Brenan
- Polysphaeria grandiflora Cavaco
- Polysphaeria grandis (Baill.) Cavaco
- Polysphaeria hirta Verdc.
- Polysphaeria lanceolata Hiern
- Polysphaeria lepidocarpa Verdc.
- Polysphaeria macrantha Brenan
- Polysphaeria macrophylla K.Schum.
- Polysphaeria maxima (Baill.) Cavaco
- Polysphaeria multiflora Hiern
- Polysphaeria ntemii S.E.Dawson & Gereau
- Polysphaeria ovata Cavaco
- Polysphaeria parvifolia Hiern
- Polysphaeria pedunculata K.Schum. ex De Wild.
- Polysphaeria subnudifaux Verdc.
- Polysphaeria tubulosa (Baill.) Cavaco

Selon NCBI (31 octobre 2017) :
- Polysphaeria acuminata
- Polysphaeria aethiopica
- Polysphaeria capuronii
- Polysphaeria dischistocalyx
- Polysphaeria grandiflora
- Polysphaeria lanceolata
- Polysphaeria lepidocarpa
- Polysphaeria macrantha
- Polysphaeria macrophylla
- Polysphaeria maxima
- Polysphaeria multiflora
- Polysphaeria parvifolia
- Polysphaeria tubulosa

Selon The Plant List (31 octobre 2017) :
- Polysphaeria acuminata Verdc.
- Polysphaeria aethiopica Verdc.
- Polysphaeria arbuscula K.Schum.
- Polysphaeria braunii K.Krause
- Polysphaeria capuronii Verdc.
- Polysphaeria cleistocalyx Verdc.
- Polysphaeria dischistocalyx Brenan
- Polysphaeria grandiflora Cavaco
- Polysphaeria grandis (Baill.) Cavaco
- Polysphaeria hirta Verdc.
- Polysphaeria lanceolata Hiern
- Polysphaeria lepidocarpa Verdc.
- Polysphaeria macrantha Brenan
- Polysphaeria macrophylla K.Schum.
- Polysphaeria maxima (Baill.) Cavaco
- Polysphaeria multiflora Hiern
- Polysphaeria ntemii S.E.Dawson & Gereau
- Polysphaeria ovata Cavaco
- Polysphaeria parvifolia Hiern
- Polysphaeria pedunculata K.Schum. ex De Wild.
- Polysphaeria subnudifaux Verdc.
- Polysphaeria tubulosa (Baill.) Cavaco

Selon Tropicos (31 octobre 2017) (Attention liste brute contenant possiblement des synonymes) :
- Polysphaeria acuminata Verdc.
- Polysphaeria aethiopica Verdc.
- Polysphaeria arbuscula K. Schum.
- Polysphaeria braunii K. Krause
- Polysphaeria brevifolia K. Krause
- Polysphaeria capuronii Verdc.
- Polysphaeria cleistocalyx Verdc.
- Polysphaeria congesta (Baill.) Cavaco
- Polysphaeria dischistocalyx Brenan
- Polysphaeria grandiflora Cavaco
- Polysphaeria grandis (Baill.) Cavaco
- Polysphaeria hirta Verdc.
- Polysphaeria jubensis Chiov.
- Polysphaeria lagosensis A. Chev.
- Polysphaeria lanceolata Hiern
- Polysphaeria lepidocarpa Verdc.
- Polysphaeria ligustriflora Vatke
- Polysphaeria macrantha Brenan
- Polysphaeria macrophylla K. Schum.
- Polysphaeria maxima (Baill.) Cavaco
- Polysphaeria multiflora Hiern
- Polysphaeria neriifolia K. Schum.
- Polysphaeria ntemii S.E. Dawson & Gereau
- Polysphaeria ovata Cavaco
- Polysphaeria parviflora R.D. Good
- Polysphaeria parvifolia Hiern
- Polysphaeria pedunculata K. Schum. ex De Wild.
- Polysphaeria schweinfurthii Hiern
- Polysphaeria squarrosa K. Krause
- Polysphaeria subnudifaux Verdc.
- Polysphaeria tubulosa (Baill.) Cavaco
- Polysphaeria zombensis S. Moore